# ياسوغي هونما
ياسوغي هونما (باليابانية: 本間康二) هو مجدف ياباني، ولد في 2 أكتوبر 1943.

## وصلات خارجية
- ياسوغي هونما على موقع الاتحاد الدولي للتجديف (الإنجليزية)
- ياسوغي هونما على موقع أوليمبيديا (الإنجليزية)